# إكسايت الغانم
إكسايت (بالإنجليزية: Xcite)‏، كما يعرف باسمه الكامل إكسايت الغانم (جزء من إلكترونيات الغانم) هي شركة إلكترونيات لها عدة فروع في الكويت. تشمل مبيعاتهم الأجهزة الإلكترونية الشخصية والمنزلية مثل أجهزة الكمبيوتر والأجهزة اللوحية والهواتف المحمولة والكاميرات وأجهزة التلفزيون والصوت وإم بي 3 والألعاب والألعاب والأجهزة الرئيسية والأدوات المنزلية الصغيرة والساعات ومعدات اللياقة البدنية وتأثيث المنزل.
لدى إكسايت 44 فرعًا في مختلف مناطق الكويت، بما يشمل فرعه الرئيسي في الري (بالإضافة لفروع أخرى داخل مجمع الأڤنيوز في نفس المنطقة)، الفحيحيل، حولي، السالمية، مارينا مول، صحاري مول، برج بيتك، مخيال مول، جليب الشيوخ، الجهراء، جمعية القرين التعاونية، جمعية الجابرية التعاونية، جمعية الخالدية التعاونية، سوق السالمية، ليوان مول، الشويخ، وكيوب مول.
أما في السعودية، فلديها 4 فروع تقع في مناطق مختلفة في الرياض، طريق الملك عبد الله، حي غرناطة، طريق خريص وإيمال.

## الموقع الإلكتروني
في ديسمبر 2011، أطلقت إكسايت موقعها الإلكتروني xcite.com. في الكويت والسعودية.

## الجوائز
حصل إكسايت على الجوائز التالية:
- أفضل بائع تجزئة لعام 2010 "من جوائز أكاديمية الشرق الأوسط للبيع بالتجزئة
- «أفضل بائع تجزئة» و «أفضل مدير تنفيذي لتكنولوجيا المعلومات بالتجزئة» من جوائز أكاديمية الشرق الأوسط للبيع بالتجزئة 2011
- «أفضل بائع تجزئة» و «أفضل تنفيذي لتكنولوجيا المعلومات بالتجزئة» من جوائز أكاديمية الشرق الأوسط للبيع بالتجزئة لعام 2012[2]
- جائزة «أفضل تفاعل» على فيسبوك عن فئة الإلكترونيات في منطقة دول مجلس التعاون الخليجي من أكاديمية جوائز الويب العربية[3]
- «أفضل بائع تجزئة بشكل عام» من جوائز قيم ستريم 12[4]
- «أفضل تجربة في المتجر لعام 2012» من جوائز أكاديمية الشرق الأوسط للبيع بالتجزئة
- جائزة «أفضل مبيعات آجلة الدفع لعام 2012» من ڤيڤا للإتصالات[5]